# 1. Division 1937-1938
La 1. Division 1937-1938 è stata la 28ª edizione della seconda serie del campionato lussemburghese di calcio. La stagione è iniziata il 29 agosto 1937 ed è terminata il 20 marzo 1938. Le squadre Avenir Beggen e Chiers Rodange hanno raggiunto la promozione in Division d'Honneur 1938-1939.

## Stagione

### Formula
2 punti alla vittoria, un punto al pareggio, nessun punto alla sconfitta.
Le 10 squadre partecipanti si affrontano in un girone di andata e ritorno, per un totale di 18 giornate.

Le prime due classificate sono promosse direttamente in Division d'Honneur. Le ultime tre classificate sono retrocesse direttamente in Promotion.

## Classifica finale
|  | Pos. | Squadra               | Pt | G  | V  | N | P  | GF | GS | DR   |
|  | ---- | --------------------- | -- | -- | -- | - | -- | -- | -- | ---- |
|  | 1.   | Avenir Beggen         | 28 | 18 | 14 | 0 | 4  | 59 | 29 | +30. |
|  | 2.   | Chiers Rodange        | 24 | 18 | 11 | 2 | 5  | 65 | 32 | +33. |
|  | 3.   | Alliance Dudelange    | 23 | 18 | 10 | 3 | 5  | 44 | 33 | +11. |
|  | 4.   | Aris Bonnevoie        | 21 | 18 | 10 | 1 | 7  | 45 | 36 | +9.  |
|  | 5.   | Red Black Pfaffenthal | 19 | 18 | 9  | 1 | 8  | 60 | 44 | +16. |
|  | 6.   | Rapid Neudorf         | 16 | 18 | 7  | 2 | 9  | 43 | 52 | -9.  |
|  | 7.   | Tetange               | 15 | 18 | 6  | 3 | 9  | 35 | 38 | -3.  |
|  | 8.   | US Niederwiltz        | 14 | 18 | 6  | 2 | 10 | 30 | 58 | -28. |
|  | 9.   | Rumelange             | 12 | 18 | 5  | 2 | 11 | 31 | 65 | -34. |
|  | 10.  | Remich                | 8  | 18 | 3  | 2 | 13 | 26 | 51 | -25. |

Legenda:

      Promosse in Ehrendivision 1938-1939

      Retrocesse in Promotion 1938-1939

### Calendario
| Andata (1ª)  | Andata (1ª) | Prima giornata       | Ritorno (10ª) | Ritorno (10ª) |
|              |             |                      |               |               |
| 29 ago. 1937 | 1-1         | Alliance-Niederwiltz | 5-0           | 21 nov. 1937  |
| 29 ago. 1937 | 1-0         | Aris-Avenir          | 2-3           | 21 nov. 1937  |
| 29 ago. 1937 | 6-3         | Rapid-Rumelange      | 2-3           | 21 nov. 1937  |
| 29 ago. 1937 | 2-0         | Red Black-Tetange    | 2-1           | 21 nov. 1937  |
| 29 ago. 1937 | 1-0         | Remich-Chiers        | 1-2           | 21 nov. 1937  |

| Andata (2ª) | Andata (2ª) | Seconda giornata   | Ritorno (11ª) | Ritorno (11ª) |
|             |             |                    |               |               |
| 5 set. 1937 | 1-0         | Alliance-Rumelange | 4-2           | 20 mar. 1938  |
| 5 set. 1937 | 5-0         | Avenir-Niederwiltz | 3-1           | 6 feb. 1938   |
| 5 set. 1937 | 5-1         | Chiers-Aris        | 3-2           | 5 dic. 1937   |
| 5 set. 1937 | 6-1         | Rapid-Red Black    | 2-6           | 5 dic. 1937   |
| 5 set. 1937 | 5-0         | Tetange-Remich     | 0-1           | 5 dic. 1937   |

| Andata (3ª)  | Andata (3ª) | Terza giornata      | Ritorno (12ª) | Ritorno (12ª) |
|              |             |                     |               |               |
| 12 set. 1937 | 2-3         | Alliance-Avenir     | 3-4           | 12 dic. 1937  |
| 12 set. 1937 | 2-0         | Aris-Tetange        | 3-5           | 12 dic. 1937  |
| 12 set. 1937 | 11-0        | Chiers-Niederwiltz  | 5-0           | 12 dic. 1937  |
| 12 set. 1937 | 10-1        | Red Black-Rumelange | 3-5           | 12 dic. 1937  |
| 12 set. 1937 | 2-3         | Remich-Rapid        | 2-4           | 12 dic. 1937  |

| Andata (4ª)  | Andata (4ª) | Quarta giornata     | Ritorno (13ª) | Ritorno (13ª) |
|              |             |                     |               |               |
| 19 set. 1937 | 2-3         | Chiers-Avenir       | 3-2           | 2 gen. 1938   |
| 19 set. 1937 | 2-4         | Rapid-Aris          | 1-2           | 2 gen. 1938   |
| 19 set. 1937 | 2-1         | Tetange-Niederwiltz | 1-2           | 6 mar. 1938   |
| 19 set. 1937 | -           | Red Black-Alliance  | 5-2           | 2 gen. 1938   |
| 19 set. 1937 | -           | Remich-Rumelange    | 1-3           | 2 gen. 1938   |

| Andata (5ª)  | Andata (5ª) | Quinta giornata   | Ritorno (14ª) | Ritorno (14ª) |
|              |             |                   |               |               |
| 26 set. 1937 | 2-0         | Alliance-Chiers   | 3-2           | 6 mar. 1938   |
| 26 set. 1937 | 4-1         | Aris-Rumelange    | 3-4           | 6 mar. 1938   |
| 26 set. 1937 | 3-1         | Remich-Red Black  | 2-8           | 6 feb. 1938   |
| 26 set. 1937 | 6-2         | Avenir-Tetange    | 4-3           | 20 mar. 1938  |
| 26 set. 1937 | 5-0         | Rapid-Niederwiltz | 0-5           | 20 mar. 1938  |

| Andata (6ª)  | Andata (6ª) | Sesta giornata        | Ritorno (15ª) | Ritorno (15ª) |
|              |             |                       |               |               |
| 10 ott. 1937 | 5-1         | Niederwiltz-Rumelange | 3-1           | 23 gen. 1938  |
| 10 ott. 1937 | 2-1         | Rapid-Avenir          | 1-8           | 23 gen. 1938  |
| 10 ott. 1937 | 1-2         | Red Black-Aris        | 4-1           | 23 gen. 1938  |
| 10 ott. 1937 | 1-2         | Remich-Alliance       | 2-3           | 23 gen. 1938  |
| 10 ott. 1937 | 3-1         | Tetange-Chiers        | 4-6           | 23 gen. 1938  |

| Andata (7ª)  | Andata (7ª) | Settima giornata      | Ritorno (16ª) | Ritorno (16ª) |
|              |             |                       |               |               |
| 17 ott. 1937 | 3-0         | Alliance-Tetange      | 2-2           | 13 feb. 1938  |
| 17 ott. 1937 | 1-1         | Aris-Remich           | 4-2           | 13 feb. 1938  |
| 17 ott. 1937 | 6-1         | Avenir-Rumelange      | 3-0           | 13 feb. 1938  |
| 17 ott. 1937 | 7-1         | Chiers-Rapid          | 1-0           | 13 feb. 1938  |
| 17 ott. 1937 | 3-1         | Niederwiltz-Red Black | 2-5           | 13 feb. 1938  |

| Andata (8ª)  | Andata (8ª) | Ottava giornata    | Ritorno (17ª) | Ritorno (17ª) |
|              |             |                    |               |               |
| 24 ott. 1937 | 3-0         | Aris-Alliance      | 2-3           | 20 feb. 1938  |
| 24 ott. 1937 | 4-4         | Remich-Niederwiltz | 0-3           | a tav.        |
| 24 ott. 1937 | 1-1         | Tetange-Rapid      | 3-2           | 20 feb. 1938  |
| 24 ott. 1937 | 5-1         | Red Black-Avenir   | -             | 20 feb. 1938  |
| 24 ott. 1937 | 7-1         | Chiers-Rumelange   | -             | 20 feb. 1938  |

| Andata (9ª)  | Andata (9ª) | Nona giornata     | Ritorno (18ª) | Ritorno (18ª) |
|              |             |                   |               |               |
| 14 nov. 1937 | 3-3         | Alliance-Rapid    | 0-2           | 27 feb. 1938  |
| 14 nov. 1937 | 3-1         | Avenir-Remich     | 2-0           | 27 feb. 1938  |
| 14 nov. 1937 | 3-3         | Chiers-Red Black  | 3-2           | 27 feb. 1938  |
| 14 nov. 1937 | 0-2         | Niederwiltz-Aris  | 0-5           | 27 feb. 1938  |
| 14 nov. 1937 | 3-0         | Tetange-Rumelange | 0-0           | 27 feb. 1938  |